# Wełykie
Wełykie (ukr. Велике) – wieś w rejonie samborskim (wcześniej w rejonie starosamborskim) obwodu lwowskiego Ukrainy. W 2001 wieś liczyła 159 mieszkańców. Leży nad rzeką Wyrwą. Podlega kniażpolskiej silskiej radzie.
Wieś Wełykie (Wielikie) położona w powiecie przemyskim, była własnością Jana Bonawentury Krasińskiego, jej posiadaczem był Jan Pilwecki, została spustoszona w czasie najazdu tatarskiego w 1672 roku.
W 1921 r. liczyła około 297 mieszkańców. Przed II wojną światową należała do powiatu dobromilskiego.

## Ważniejsze obiekty
- Cerkiew greckokatolicka